# Esprit-renard
Pour les articles homonymes, voir Kitsune (homonymie).
Cet article parle de la figure du renard en tant que créature légendaire, pour le renard dans la culture japonaise, voir Renard dans la culture japonaise.
Femme renarde, démon-renard
L’esprit-renard est une créature légendaire récurrente dans la mythologie, la littérature et le folklore de la sphère culturelle des pays d'Asie de l’Est.
Originaire de Chine où il est nommé húlíjīng (狐狸精), il s’est répandu dans d’autres contrées, notamment au Viêt Nam sous le nom de Hồ ly tinh (狐狸精), ainsi qu’au Japon sous le nom de yōko (妖狐) ou bake-kitsune (化け狐).
Les esprits-renards sont caractérisés comme des renards dotés de pouvoirs magiques comme la métamorphose, la possession ou encore la création d’illusions. Dans de nombreux récits, lorsqu’un esprit-renard atteint une centaine d’années, il acquiert des pouvoirs magiques, qu'il accumule au cours des siècles qui passent, jusqu’à devenir un renard à neuf queues au bout de mille ans de vie.
Très présent dans la littérature et le folklore populaire depuis des siècles, c’est par l’intermédiaire de la culture populaire japonaise notamment, que les esprits-renards sont devenus des symboles de la fantasy asiatique dans le monde, où ils sont souvent improprement désignés sous l’appellation de « kitsune ».

## Généralités
Dans le folklore des pays d’Asie de l'Est, les renards sont des animaux pouvant être dotés de pouvoirs spéciaux. Le plus remarquable étant la capacité de se métamorphoser. Ils se transforment généralement en ravissante jeune femme, pour séduire un homme et en retirer quelque chose : Un élément matériel comme une partie du corps, symbolique comme une meilleure condition d'existence ou un meilleur statut social, ou bien d'autres éléments immatériels comme l'énergie vitale ou encore l'âme humaine.
Ils peuvent également posséder les humains, notamment des personnalités importantes, pouvant semer le trouble et aboutir à des conflits politiques majeurs.
Toutefois, malgré leurs pouvoirs de dissimulation, ils restent très vulnérables face aux chiens et aux loups qu’ils fuient comme la peste. Ces renards sont dotés d’une intelligence et d’une longévité supérieures. Il est dit qu’au bout d’un certain temps, généralement au bout d’une centaine d’années de vie, ils développent une nouvelle queue et de nouveaux pouvoirs. Au cours des siècles qui passent, de nouvelles queues apparaissent, ces pouvoirs s’additionnent, et au bout d’un millénaire de vie, l’esprit-renard devient alors un "renard céleste" (天狐), un renard capable de communiquer avec l’au delà. Ces renards deviennent généralement des renards à neuf queues (九尾狐). Cette catégorie d’esprit-renard est la plus populaire et la plus transmise dans toute l’Asie de l’Est.
Le mot « Esprit-renard » en français n’est qu’une traduction parmi d’autres des caractères chinois utilisés pour nommer la créature. Le caractère chinois 狐 ou 狐狸 sont les radicaux pour désigner le renard, et le terme jing 精 pour désigner quelque chose comme « l’essence » ou « l’énergie ». Mais l’esprit-renard dispose encore d’autres dénominations : huwang (狐王) pour marquer un statut royal, husheng (狐聖) pour marquer un statut sacré, hushen (狐神) pour le considérer comme un être divin ainsi que huyao (狐妖) pour lui donner une dimension fantastique, voire démoniaque.
Certaines versions parlent des esprits-renards comme formant une grande famille appelée huzu (狐族) où ils se transmettent leurs pouvoirs et leurs privilèges entre eux, de génération en génération. En Français, ils peuvent prendre le nom de femmes-renardes, démons-renards, ou encore celui de renards-garous

## Esprits-renards dans les différentes aires culturelles

### En Chine
C’est dans cette partie du monde que viendraient les premiers récits relatant l’existence de renards dotés de pouvoirs magiques. Notamment des renards à neuf queues.
Dans le Shanhajing (山海經), un recueil de données géographiques et de légendes de l’Antiquité chinoise composé entre les Royaumes combattants et les Han, il est fait mention de nombreux animaux extraordinaires évoquant des chiens ou des renards dont des créatures terrifiantes dotées de neuf queues, qui dévorait les hommes,.
L’existence de ces chroniques antiques n’ont toutefois pas empêché certaines populations, de considérer positivement le renard : Dans des documents ultérieurs comme le Baihutong (白虎通) mentionne les renards comme des créatures sacrées apparaissant pendant l’ère de la paix.
Les premières mentions de renards doté de métamorphoses accumulant des pouvoirs magiques avec l’âge, apparaissent dans le Xuan Zhong Ji (玄中記) aux alentours de 265-316 après J.-C. Les renards augmentent leur pouvoir surnaturel avec l’âge, de cinquante à cent ans, et qu’à mille ans, ils peuvent devenir des tiān hú (天狐) des renards célestes, capables de communiquer avec le monde céleste,.
Dès la dynastie des Han, les gens craignent particulièrement le renard, qu’ils considèrent comme un dangereux démon. Au cours de la période des Han postérieur, dans le Wúyuè Chūnqiū (吳越春秋), Zhao ye raconte que la femme, originaire du clan Tu Shan (塗山), duquel le roi Yu’’ le grand (大禹) était tombé amoureux, était en fait une renarde à neuf queue au pelage blanc. Ce clan, qui portant le même nom que la montagne dont ils étaient issues, étaient réputés pour entretenir un culte du renard.
Les cultes autour du renard étaient mal perçu par une partie de la population : Rôdant dans les cimetières à la recherche de nourriture, ils leur arrivaient de s'installer à proximité des sépultures des défunts, certains récits locaux parlent de renards mettant des ossements humains sur les tête lors d'une nuit de pleine lune pour entamer un processus de métamorphose. Il est alors devenu un animal associé à la mort et au monde occulte
Les esprits-renards avaient donc la réputation de créatures démoniaques dont l’influence de leurs pouvoirs pouvaient causer des boulversements majeurs souvent funestes. Le pire d’entre eux était Daji (妲己), dépeinte dans le roman Ming L'Investiture des dieux (Fēngshén yǎnyì). Il s’agissait de la fille d'un général, fort belle, qui a été mariée de force au cruel tyran Zhou Xin (纣辛).
L’esprit d’un renard à neuf queues qui a été au service de la déesse Nüwa, que Zhou Xin avait offensée, prend possession du corps de l’épouse, en expulsant l'âme véritable de Daji. Avec son nouveau mari l'esprit, sous les traits de Daji, imagine toutes les cruautés possibles et invente de nombreuses façons de torturer, par exemple forcer les fonctionnaires intègres à saisir des piliers métalliques portés au rouge. De telles cruautés conduisent à la révolte de nombreuses personnes, y compris d’anciens généraux de Zhou Xin eux-mêmes, révoltés et ont lutté contre la dynastie Shang, celle de Zhou Xin. Finalement, le roi Wen de Zhou, un des vassaux de Shang, fonde une nouvelle dynastie nommée d'après son pays. L'esprit du renard qui se trouvait dans le corps de Daji est chassé par la suite par Jiang Ziya (姜子牙), le premier chef de gouvernement de la dynastie Zhou, et son esprit condamné par Nüwa elle-même pour son excessive cruauté.
Les esprits-renards étaient présents dans de nombreux recueils de chroniques comme dans le dix-huitième volume du Soushen-ji (搜神記) écrit par Gan Bao (干寶)pendant la période des Jin orientaux (317-420 après J.-C.) mentionnant entre autres un renard à neuf queue devenu si puissant qu’il ne craignait plus les chiens mais était vulnérable à la lumière d’un vieil arbre millénaire, ou encore l’histoire d’un soldat trompé par une femme-renarde nommée A-zi (阿紫).
Ces histoires d’esprits-renards ont continués à être transmis plusieurs siècles plus tard, notamment dans des recueils de nouvelles fantastiques comme le Liaozhai zhiyi (聊齋誌異) écrit par Pu Songling (蒲松龄) sous la dynastie Qing, avec un total de 63 histoires liées aux renards parmi les 445 histoires qui compose le recueil.
Au fil du temps, les récits d’esprits-renards sont devenus de moins en moins crédibles aux yeux de la population, voire dépréciées aux yeux des autorités religieuses et intellectuelles. On fait mention de l'esprit-renard dans le bouddhisme chan chinois. Linji Yixuan (d.866) a dit : « Les moines jeunes et insuffisamment mûris, ne comprenant pas cela, croient à ces esprits-renards… » Les « esprits-renards » dans ce cas sont des voix qui parlent de cette manière ou un dharma. Ils sont perçus comme des influences malveillantes qui conduisent les égarés naïfs.
Les récits d’esprits-renards étaient également associés à des ethnies spécifiques : L’influence de cette créature était utilisée comme un facteur explicatif dans l'incidence des attaques du Koro, une psychose ethnique que l’on trouve dans le sud de la Chine et en Malaisie en particulier.

### En Corée
En Corée, les esprits renards sont généralement représentés de la même manière qu’en Chine, sous forme d’une belle femme pour séduire les hommes. Ils apparaissent généralement sous les traits d’un renard blanc. Pour parler d'un esprit-renard en coréen, il existe les termes de hogwi (호귀, hanja : 狐鬼)ou encore yeou gwisin (여우 귀신, hanja : 狐鬼神). Mais le nom le plus utilisé est celui de l'esprit-renard le plus connu en Corée, le renard à neuf queues appelé kumiho (구미호, hanja :九尾狐).
Ces esprits-renards sont caractérisés par la possession d’une perle de connaissance yeowu guseul (여우구슬) « perle du renard », source de leurs pouvoirs. Ils sont connus pour séduire leurs victimes dans l'objectif de s'emparer de leur cœur et de leur foie.
Ces histoires de renards sont toujours très populaires en Corée du Sud où elles apparaissent dans les dramas et les Webtoon, mais sont cependant bannies en Corée du Nord, au détriment de la pensée socialiste.

### Au Japon
Au Japon, les esprits-renards sont désignés sous le nom de yōkō (妖狐) ou plus communément sous le terme de bake-kitsune (化け狐 ; "renards transformistes"). La figure de l'esprit-renard en tant que tel n'apparaîtra qu'au cours de la période Heian sous l'impulsions de branches ésotériques du bouddhisme où ils étaient présentés comme des entités maléfiques. Les yako (野狐 ; "renards des champs") sont décrits comme des bêtes sauvages s'amusant à tourmenter les humains, par leurs pouvoirs de métamorphose, d'illusions et de possession.
Cependant les renards disposaient déjà d'un aspect symbolique important dans les périodes pré-bouddhiques, étant notamment associés à la paix et aux récoltes, rattachés dans un premier temps aux divinités des champs et de la montagne au cours de la période Yayoi, puis à la déesse Uga-no-Mitama au cours des périodes qui suivent, pour finalement être associés à ce qui deviendra la déesse Inari, dont ils sont les messagers.
De ce fait, la figure des esprits-renards au Japon est davantage considérés comme de bon augure par rapport aux autres régions, et de nombreuses espèces d'esprit-renards ont été théorisées par différents auteurs. Tout comme en Chine, ils démarrent sous la forme de renards sauvages, mais à force d'un entraînement spirituel sur plusieurs centaines d'années, ils atteignent l'éveil et changent de forme pour devenir des renards célestes, souvent dotés de neuf queues.
La littérature Japonaise regorge d’un grand nombre de récits autour d’esprits-renards sous diverses formes. Les esprits-renards sont associés à des personnages importants, comme la renarde Kuzunoha, qui aurait été, selon certaines légendes, la mère du célèbre onmyōji Abe no Seimei, ou encore la démone-renard à neuf queue Tamamo-no-mae dont le récit sera popularité jusqu'à la période Édo.
Tout comme en Chine, ces esprits-renards aiment posséder les humains, en entrant par les interstices du corps de leur victime, pouvant leur accorder des effets extraordinaires comme la chance, la richesse ou le pouvoir, ou bien les rendant complètement fous leur donnant un comportement bestial. Les renards peuvent également faire apparaître de petites créatures vulpines, appelées osaki ou kuda-gitsune, qui peuvent être apprivoisées par les humains, utilisant leurs pouvoirs à leur compte sous forme de familiers. Comme en Corée, les renards peuvent générer une perle de pouvoir sous la forme d'une petite perle lumineuse blanche, appelée Hoshi no tama, mais cette dernière a une symbolique moins récurrente.
Grâce à leur queue, les renards créent une lumière brillante assimilable à des feu follets appelés kitsune-bi (狐火) « les feux du renard », ils peuvent les créer naturellement en fouettant leur queue contre le sol, ou bien en soufflant après avoir rongé un os de cheval, ils se servent de la lumière émise par ces feux pour chercher leur nourriture.
Dans la culture japonaise, les renards sont souvent aux prises avec les tanukis, leurs principaux rivaux. Dans les récits folkloriques, bake-kitsune et bake-danuki (化け狸) s’affrontent dans des batailles de transformations. Les renards, souvent restreint à une forme vivante, sont considérés comme des métamorphose moins doués que les tanukis, mais cependant bien plus difficile à démasquer.

## Les différentes formes d’esprits-renards
En plus de leurs différents pouvoirs magiques, dans les récits folkloriques, les esprits-renards se subdivisent en plusieurs variétés souvent hiérarchiquement distinguées en fonction de leurs années de vie et de leur puissance acquise. La plupart des différentes espèces d’esprits-renards ne sont pas répertoriées, et ces noms sont souvent des appellations circonstancielles aux récits dans lesquels ils apparaissent. La désignation de ces variétés en tant qu’espèce et leur classification a été théorisée par de nombreux, auteurs, notamment par de nombreux adeptes de la déesse Inari au Japon à l'époque d'Edo[réf. nécessaire].
Renard à neuf queues (九尾狐) : Il s’agit de la forme d’esprit-renard la plus reconnaissable et la plus représentée dans tout le folklore asiatique. Tantôt représenté sous la forme d’une bête sauvage, tantôt représenté en tant qu’entité divine ou démoniaque, le renard à neuf queues incarna la définition même d’esprit-renard, où dans certaines régions, il est la créature principale, au point d’évincer les autres formes du panthéon des esprits-renards.
Apparu en Chine où il s’est particulièrement fait connaître suite à l’incident de Daji, ce esprit-renard a fait l’objet de très nombreuses réappropriations diverses et variés. Mais il est généralement admis qu’il s’agit d’un des stades les plus puissants des esprits-renards, après que ceux-ci aient gagnés des queues au cours des siècles passés.
Ainsi, il existe, notamment au Japon, des histoires à propos d’esprits-renards à des stades intermédiaires, ayant deux, six ou huit queues.
« Renard des champs » (野狐) : Il s’agit de la variété la plus commune. Ces renards sauvages, errant dans la nature, sont dotés de métamorphose, d’illusions de possession et de malédictions comme tous les autres mais ne disposent pas de pouvoirs supplémentaires. Il s’agit du statut le plus bas dans le panthéon des esprits-renards.
En Chine, ce terme fait référence aux renards n’ayant pas atteint le stade d’immortalité,. Au Japon, ces renards appelés yako ou nogitsune, sont réputés importuner les humains et les autres animaux grâce à leurs pouvoirs. Sur l’île de Kyushu, il est raconté que les personnes n’étant pas en bon terme avec les renards finiraient possédées par ces derniers. Ces renards seraient les seuls esprits-renards » à se matérialiser dans notre réalité en tant qu’animaux, et non en tant qu’êtres immatériels.
« Renard de l’air » (気狐) : Issus du folklore japonais où ils sont appelés kiko, il s’agit de renards sauvages à un stade plus avancé dans l’obtention de pouvoirs divins. Ils sont généralement âgés de plusieurs centaines d’années. Leur fourrure peut être d’une couleur blanche ou brune et ils possèdent une ou plusieurs queues selon les versions[réf. nécessaire].
« Renard immortel » (仙狐) : Dans le folklore chinois, lorsqu’un renard s’est entraîné pendant plus d’un millier d’années dans la maîtrise de l’immortalité, il peut prétendre à un statut le rendant immortel[réf. nécessaire].
« Renard d’Inari » (霊狐) : Appelés localement reiko, ce sont les esprits-renards messagers de la déesse Inari, au Japon. Également appelés byakko ou hyakko (白狐, "renards blancs"), koshin ou kitsunegami (狐神, "dieux-renards") ou même sous le nom d’Inari sama (稲荷様), ces renards apportent le bonheur et la prospérité aux gens. Cette variété de renard est fréquemment représentée dans les sanctuaires shintō consacrés à Inari.
« Renard vertueux » (善狐) : Issus du culte shintō, les zenko sont également appelés « bons renards ». Contrairement aux renards des champs qui tourmentent les humains, ces renards sont l’assurance du bonheur et de la prospérité. Dans le recueil kitsune monogatari (狐ものがたり) issu du Miyagawasha manpitsu (宮川舎漫筆), il existerait en tout cinq espèces de renards vertueux : les renards d’or (金狐), les renards d’argent (銀狐), les renards noirs (黒狐) et les renards blancs (白狐).
« Renard céleste » (天狐) : Appelés respectivement tiān hú en Chine et tenko au Japon, ces renards, ayant accumulé des pouvoirs magiques pendant 1 000 ans, sont devenus égaux à des divinités,. Certains auteurs affirment que cette variété de renard viendrait du tiāngǒu (天狗) chinois, et entretiendrait des relations privilégiées avec leurs homologues japonais désignés sous le nom de tengu.
« Renard de la vacuité » (空狐) : Issus du folklore japonais où ils sont appelés kūko, ces renards, ayant suivi un entraînelent spirituel pendant plus de 3 000 ans, seraient le stade d’esprit-renard le plus élevé, encore bien supérieur à celui des renards célestes. Toutefois, dans son essai, le Zenan duihitsu (善庵随筆), publié vers la fin de la période Edo, Gen Minagawa propose de placer les renards célestes (天狐) tout en haut de la hiérarchie des esprits-renards[réf. nécessaire].